# غسقية فلسطينية
غسقية فلسطينية (الاسم العلمي Xestia palaestinensis)، حشرة عثية من حرشفيات الأجنحة وفصيلة الليليات. أعطانها فلسطين وتركيا واليونان ولبنان وسوريا والأردن، وشمال العراق وغرب إيران.

## روابط خارجية
- Noctuinae of Israel